# 221. Sicherungs-Division
La 221. Sicherungs-Division fu una divisione di sicurezza dell'esercito tedesco attiva durante la seconda guerra mondiale che venne creata nel marzo 1941 e fu schierata sul fronte orientale dove fu sciolta nel luglio 1944.

## Storia
La divisione fu costituita il 15 marzo 1941 a Breslavia, da un terzo della 221. Infanterie-Division ed all'inizio dell'operazione Barbarossa, il 22 giugno 1941, marciò da Ostrolenka, attraverso Lomza, fino alla zona di Bialystok, dove fu impiegata per operazioni di sicurezza nel luglio 1941. Nell'agosto 1941 fu in azione nella zona di Baranovichi, nel settembre 1941 nella zona di Bobruisk, nell'ottobre 1941 nella zona di Krichev e nel novembre 1941 nella zona di Brjansk. A cavallo tra il 1941 e il 1942 venne trasferita nella zona di Orël, stabilendo un fronte tra Livny e Novossil. Nell'aprile 1942 e nei mesi successivi fu utilizzata per operazioni di sicurezza e anti-partigiane nella zona tra Gomel e Staodub.
Il Divisions-Nachschubführer 350 fu schierato per lungo tempo separatamente dalla divisione, nel 1942 con la 2. Panzerarmee e nel 1944 con la 3. Panzerarmee; in sostituzione, altri reggimenti furono posti sotto il comando della divisione. Nel marzo 1943 la divisione fu schierata per un breve periodo al fronte e costruì una testa di ponte sul Desna vicino a Novgorod. Dall'aprile in poi fu impiegata più volte in operazioni di sicurezza nella zona tra Gomel e Starodub e dall'agosto in operazioni di prima linea sul Desna. La divisione subì pesanti perdite durante la ritirata sul Dnepr nel settembre 1943 e dall'ottobre fino a fine anno si assicurò l'area a nord-ovest di Minsk. Nel gennaio 1944 la divisione fu rinnovata nell'area di Vilnius e poi schierata nella Rutenia Bianca e dopo l'inizio dell'operazione Bagration contro l'Heeresgruppe Mitte, il 22 giugno 1944, fu impiegata nella zona tra Minsk e Molodeczno, dove si verificarono pesanti battaglie. Il 28 luglio 1944 la divisione fu ufficialmente sciolta ed i suoi resti furono distribuiti tra le unità dell'Heeresgruppe Mitte: i resti dei vari reggimenti formarono diversi battaglioni di sicurezza.

## Ordine di battaglia
- verstärktes Infanterie-Regiment 350
- I./Artillerie-Regiment 221
- Wach-Bataillon 701
- Divisions-Nachrichten-Abteilung 824
- I./Polizei-Regiment 8
- 1. und 2. Reiter-Hundertschaft 221
- Landesschützen-Regimentsstab 45
- Versorgungseinheiten 221 (Divisions-Nachschubführer 350)[1]

## Decorazioni
Un soldato della 221. Sicherungs-Division fu premiato con la Croce di cavaliere della croce di ferro e con la Croce tedesca in oro.

## Comandanti
- Generalleutnant Johann Pflugbeil (15 marzo 1941 - 5 luglio 1942)
- Generalleutnant Hubert Lendle (5 luglio 1942 - 1° agosto 1943)
- Generalmajor Karl Böttger (1° agosto 1943 - 5 settembre 1943)
- Generalleutnant Hubert Lendle (5 settembre 1943 - marzo 1944)
- Generalleutnant Bogislav von Schwerin (marzo 1944 - 28 luglio 1944)[1]